# Дипломатичні відносини
Дипломатичні відносини — основна форма підтримки офіційних відносин між державами відповідно до норм міжнародного права і практики міжнародного спілкування. Дипломатичні відносини покликані сприяти розвитку дружніх відносин між державами, підтримці міжнародного миру і безпеки. Дипломатичні відносини в сучасному світі — наріжний камінь всієї системи міждержавних відносин. Саме вони дають можливість у повному обсязі реалізувати міжнародну правосуб'єктність держави. Звичайно, невизнання де-юре і пов'язана з цим відсутність нормальних дипломатичних відносин жодною мірою не принижують загальну вагу держави на міжнародній арені, оскільки кожна держава є суб'єктом міжнародного права насамперед в силу притаманного їй суверенітету. Водночас при дослідженні процесів реалізації міжнародної правосуб'єктності неможна повністю ігнорувати роль визнання та наявності (або відсутності) нормальних дипломатичних відносин.

## Встановлення дипломатичних відносин
Порядок встановлення дипломатичних відносин, акредитації голови дипломатичного представництва і припинення його функцій встановлює Віденська конвенція про дипломатичні стосунки, прийнята 18 квітня 1961 року у Відні на Конференції ООН з дипломатичних стосунків і імунітету (набула чинності 24 квітня 1964 року).
Відповідно до Статті 2 Віденських конвенції встановлення дипломатичних відносин між державами і встановлення постійних дипломатичних представництв здійснюються зі взаємної згоди. Першим кроком до встановлення дипломатичних відносин є визнання де-факто або де-юре тієї або іншої держави і його уряду з боку іншої держави.
Встановлення дипломатичних відносин відбувається в результаті переговорів між представниками зацікавлених держав безпосередньо або через дипломатичних представників третіх держав і оформляється у вигляді обміну посланнями, листами, нотами між главами держав і урядів або міністрами закордонних справ. Сторони домовляються про сам факт встановлення дипломатичних відносин, рівень дипломатичних представництв (посольство або місія), дату набуття чинності угоди, термін і порядок його публікації.

## Розрив дипломатичних відносин
Розрив дипломатичних відносин здійснюється за ініціативою якоїсь держави, яка офіційно оголошує про припинення дипломатичних відносин з іншою державою. Зазвичай розрив дипломатичних відносин супроводжується відзивом дипломатичних представників. Факт відзиву дипломатичних представників не означає розриву дипломатичних відносин, якщо про це прямо не вказано в заяві відкликаючої держави.
Розрив дипломатичних відносин відбувається у випадках виникнення між державами збройного конфлікту, втрати однією з держав-контрагентів міжнародної правосуб'єктності (наприклад, при злитті з іншою державою), соціальної революції, що супроводжується кардинальною зміною системи державності, а також у разі зміни уряду неконституційним шляхом. Причиною розриву дипломатичних відносин може бути ворожа політика однієї держави стосовно іншої, здійснення якихось дій, що виключають нормальну роботу дипломатичних представництв тощо.
Статутом ООН передбачається можливість розриву дипломатичних відносин відповідно до рішення Ради Безпеки як засіб впливу (санкції) на державу, винну в створенні загрози міжнародному миру.
Розрив дипвідносин здійснюється за допомогою офіційної заяви або видання спеціального нормативного акту від найвищих органів державної влади країни. Зі свого боку держава перебування згідно зі ст. 44 Віденських конвенції про дипломатичні стосунки 1961 року незалежно від причини розриву повинні надавати необхідне сприяння для швидкого виїзду зі своєї території дипломатичного персоналу представництва і членів сімей дипломатів, а також інших осіб, що користуються привілеями й імунітетом, незалежно від їх громадянства.
Конвенція, крім того, встановлює, що у разі розриву дипломатичних відносин між двома державами, країна перебування дипломатичного представництва повинна навіть у разі збройного конфлікту охороняти приміщення представництва разом з його майном і архівами.
На додаток до цього Віденською конвенцією про консульські стосунки 1963 року спеціально обмовляється, що розрив дипломатичних відносин не спричиняє за собою автоматичного розриву консульських відносин.